# Nationalisme tamoul

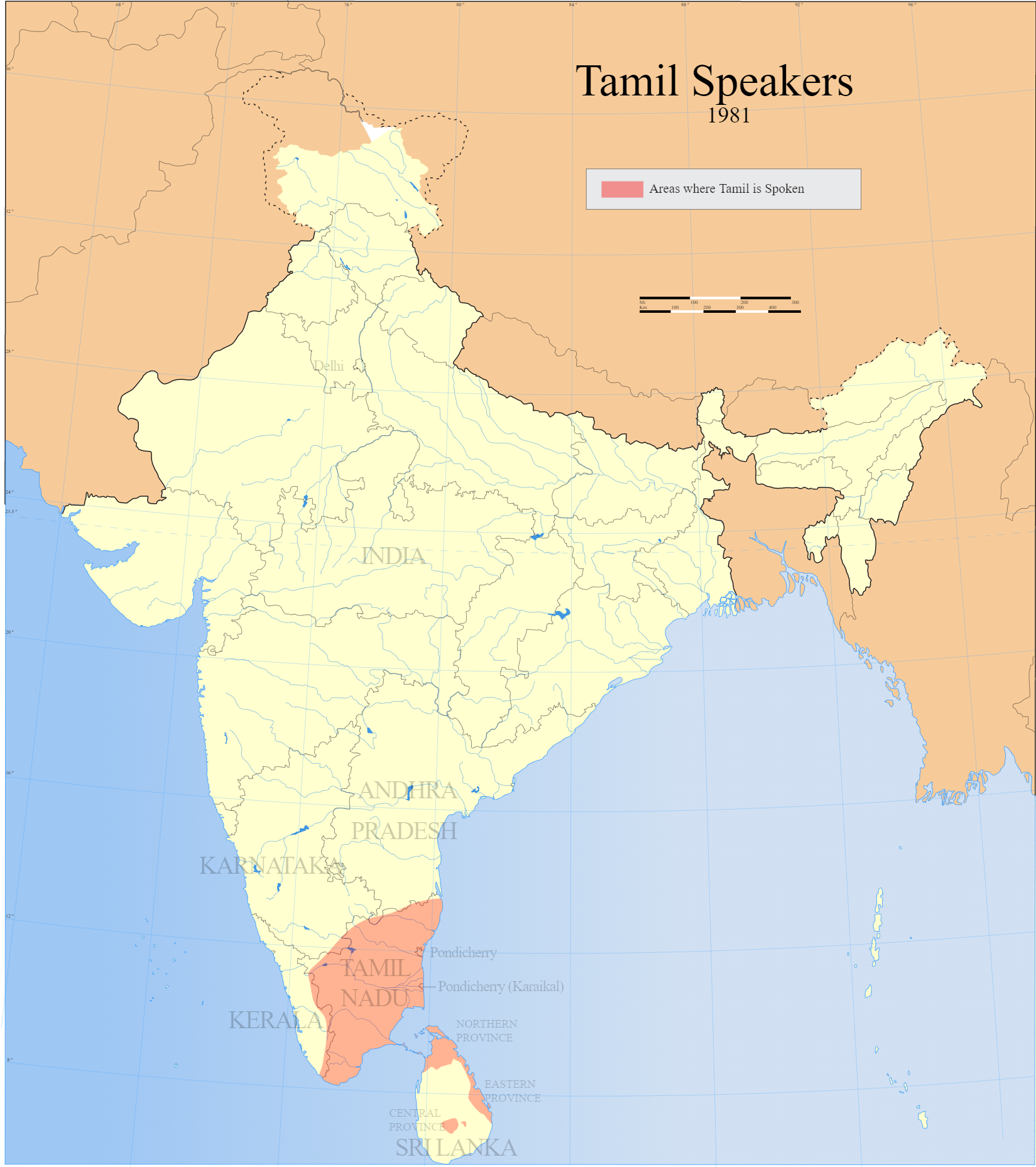
Distribution des locuteurs tamouls en Inde du Sud et au Sri Lanka.

Le nationalisme tamoul est un ensemble de mouvements et d'idéologies nationalistes qui se sont développés et diffusés parmi les populations tamoulophones d'Inde et du Sri Lanka. Cet ensemble est constitué de mouvements en relation, mais de nature et de contexte différents selon le pays. 
Ainsi en Inde, le nationalisme tamoul s'exprime par un purisme linguistique, par un nationalisme dravidien, pan-tamouliste et anti-brahmanique. À Ceylan, le nationalisme tamoul sri-lankais tentent de créer un État indépendant (Tamil Eelam) afin notamment de faire face à une montée en puissance des violences politiques et physiques contre les tamouls par le gouvernement srilankais depuis les pogroms de 1983, connus sous le nom de "Juillet Noir". A l'indépendance de l'île qui mit fin à l'occupation coloniale britannique, le  gouvernement srilankais établit l'Acte de Citoyenneté de 1948, qui rendit plus d'un million de Tamouls originaires d'Inde apatrides. De plus, le gouvernement établit le Cingalais comme seule langue nationale, pavant le chemin vers la soumission des Tamouls dans tous les domaines de la vie courante (éducation, droit, être capable de voter), car la grande majorité des Tamouls ne parlent pas le cingalais.
En Inde, le nationalisme tamoul mena au soulèvement anti-Hindi dans les années 1960.
Dans cet article, le nationalisme tamoul surtout abordé dans son spectre indien. Pour le nationalisme tamoul au Sri Lanka, se reporter à l'article Nationalisme tamoul sri-lankais.

## Purisme linguistique

### Histoire
En 1964 fut faite une tentative pour la fin de l'emploi de l'anglais, mais elle tourna en protestations. certaines furent violentes. En conséquence, la proposition fut abandonnée, et un acte fut amendé en 1967 pour qu'on ne mette pas fin à l'emploi de l'anglais avant qu'une résolution à cet effet ne soit approuvée par la législature de chaque État qui n'a pas adopté l'hindi comme langue officielle et par chaque chambre du Parlement Indien. Les domaines dans lesquels le gouvernement utilise l'hindi et l'anglais sont déterminés par les dispositions de la Constitution, de l'Acte des langues officielles (1963), des Règles des langues officielles (1976) et du Département des langues officielles.
Quatre États - Bihar, Uttar Pradesh, Madhya Pradesh et Rajasthan - ont reçu le droit de conduire des procédures dans leurs Cours suprêmes dans leur langue officielle, qui était pour tous l'hindi. Cependant, le seul État non-hindi à rechercher un pouvoir similaire - le Tamil Nadu, qui a demandé le droit de mener des procédures en tamoul à sa Cour suprême - s'est vu sa demande rejetée par le gouvernement central. En 2006, le ministre de la justice déclara qu'il ne s'opposerait pas au désir de l'État du Tamil Nadu de conduire les procédures de la Cour Suprême de Madras (Chennai) en tamoul. En 2010, le juge de la Cour Suprême de Madras permit aux avocats de plaider en tamoul.

### Origines dans la littérature prémoderne
Bien que le nationalisme soit un phénomène moderne, l'identité linguistique tirée de mouvement moderne "Pure Tamil" a des antécédents prémodernes, dans une "loyauté au tamoul" (par opposition au sanskrit) dans l'ancienne littérature Sangam. Les poèmes de cette littérature laissent entendre une conscience d'indépendance vis-à-vis des régions voisines, qui est significativement plus forte que le suggère l'évidence architecturale de la culture matérielle tamoule. De manière similaire, Silappadhikaaram, un récit épique post-sangam, met en avant une intégrité culturelle de toute la région tamoule et a été interprétée par Parthasarathy comme présentant "une vision expansive de l'impérialisme tamoul" qui "parle pour tous les Tamouls". Subrahmanian voit dans ce récit épique la première expression du nationalisme tamoul, pendant que Parthasarathy déclare que l'épopée montre "le début du séparatisme tamoul".
Les textes tamouls médiévaux montrent également des traits du purisme linguistique du tamoul moderne, essentiellement par la déclaration de l'égalité de statut avec le sanskrit, qui a été traditionnellement vu dans le reste du sous-continent indien comme une langue prestigieuse et nationale. Des textes tels que Yaapparungalakkaarithai (Xe siècle) et Veerasoazhiyam (XIe siècle) considèrent le tamoul comme l'égal du sanskrit en termes de prestige littéraire. Des commentateurs du culte Vaishnava et Shivaïte donnent au tamoul un statut liturgique. Certains commentateurs comme Nanjiyar déclarèrent même que les gens non-tamouls se lamentent de ne pas être nés dans un endroit où une si magnifique langue était parlée. Cette tendance n'était pas universelle et il y eut aussi des auteurs qui travaillèrent contre la distinction tamoule parmi la sanskritisation.

## Identité dravidienne

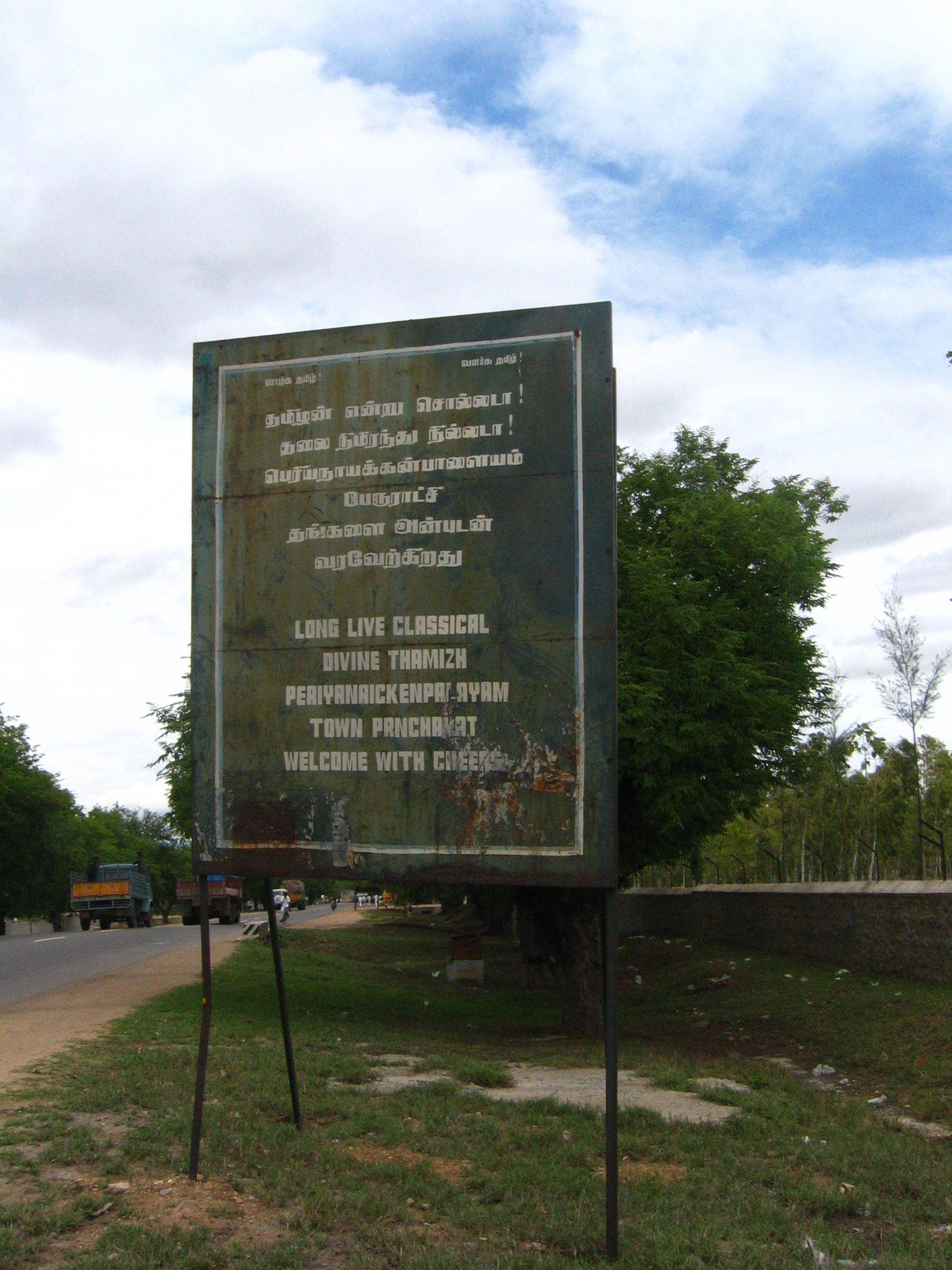
Une affiche officielle au Tamil Nadu qui loue la langue tamoule

Le nationalisme tamoul au Tamil Nadu a développé une identité dravidienne (par opposition a une identité tamoule distincte des autres peuples dravidiens). Le "nationalisme dravidien" comprend les quatre groupes ethno-linguistiques majeurs en Inde du Sud. Cette idée fut popularisée des années 1930 aux années 1950 par une série de petits mouvements et organisations soutenant que les Indiens du Sud (Dravidiens) forment une entité culturelle et raciale différente des Indiens du Nord.
Ce mouvement proclame que les Brahmanes étaient originaires du nord et qu'ils imposèrent leurs langue (Sanskrit), religion et héritage aux peuples du Sud.
Le nationalisme tamoul est fondé sur trois idéologies : le démantèlement de l'hégémonie brahmane, la revitalisation du "Pur tamoul" et la réforme sociale de l'abolition des systèmes de caste. À la fin des années 60, les partis politiques qui adoptèrent les idéologies dravidiennes avaient gagné du pouvoir au sein de l'État du Tamil Nadu. En conséquence, les idéologies nationalistes menèrent à l'affirmation des leaders tamouls, que les Tamouls doivent avoir au minimum une auto-détermination, et au maximum une sécession de L'Inde.
Le nationalisme dravidien a favorisé l'ascension de diverses doctrines de mysticisme national et d'anachronismes fantaisistes, tels que Kumari Kandam, un continent légendaire englouti dans l'Océan indien et d'où seraient originaires les Dravidiens.

## Partis politiques
Depuis la victoire du Dravida Munnetra Kazhagam (DMK) aux élections de 1969, le nationalisme tamoul a été un point essentiel et permanent du gouvernement du Tamil Nadu. Après que le peuple tamoul accéda à l'auto-détermination, la volonté d'une sécession devint plus faible, avec des partis politiques de tous courants, à part une faible minorité, engagés dans le développement du Tamil Nadu au sein d'une Inde unie.[Information douteuse] La plupart des partis du Tamil Nadu, comme le DMK, le All India Anna Dravida Munnetra Kazhagam (AIADMK), le Pattali Makkal Katchi (PMK) et le Marumalarchi Dravida Munnetra Kazhagam (MDMK) participent fréquemment en tant que partenaires de coalitions d'autres partis pan-indiens au sein du Gouvernement indien à New Delhi. L'incapacité des partis à valoriser le nationalisme tamoul est l'une des principales raisons de l'affaiblissement de l'identité tamoule au Tamil Nadu.

## Nationalisme dans les relations politiques
En octobre 2008, lorsque les militaires srilankais bombardaient les zones civiles tamoules et que l'armée se déplaçait vers les bases du LTTE, les MPs (Membres du Parlement indien) du Tamil Nadu, y  compris ceux soutenant le gouvernement cinglais au DMK et au PMK, menacèrent de se rebeller en masse si le gouvernement indien ne faisait pas pression sur le gouvernement srilankais pour cesser les tirs sur les civils. En réponse à cet acte de pression nationaliste, le gouvernement indien annonça qu'il avait demandé au gouvernement srilankais de soulager les tensions.
Les nationalistes tamouls soutinrent les LTTE quand on découvrit que le quotidien basé à Chennai, The Hindu, soutenait le gouvernement srilankais.